# エラ・アダイェフスカヤ
エッラ・ゲオルギイェヴナ・アダイェフスカヤ（ロシア語: Елла Георгиевна Адаевская ；ラテン文字転写：Ella Georgiyevna Adayevskaya、1846年2月22日 – 1926年7月26日）は、ロシア帝国末期のピアニスト・作曲家・民族音楽学研究家。本名はエリザヴェータ・シュリツ（ロシア語: Елизавета Шульц；ラテン文字転写：Elizavata Schul'tz）といい、アダイェフスカヤという筆名（ないしは偽名）は、グリンカの歌劇《ルスランとリュドミラ》で用いられる2つの太鼓の音（A音とD音）にちなんでいる。
ドイツ語式にエリザベート・フォン・シュルツ＝アダイエフスキー（Elisabeth (von) Schultz-Adaïewsky）としても知られており、本人は他にもベルトラミン（Bertramin）という偽名も名乗っていた。
作曲家としては、ピアノ協奏曲や声楽曲、ロシア正教の奉神礼用聖歌や2つのオペラを手懸けたほか、イタリアの舞踏歌の曲集を編集しており、さらに研究者として、民謡や古代ギリシャの音楽について著作を遺した。

## 生涯
1846年、ロシア帝国・サンクトペテルブルクに生まれた。8歳でアドルフ・フォン・ヘンゼルトに師事してピアノの学習を開始。ニコライ・マルティノフにも師事していた。1862年から1866年までペテルブルク音楽院でアントン・ルビンシテインとアレクサンダー・ドライショクに師事して学業を続けた。そのほかに、アレクサンドル・ファミンツィンやニコライ・ザレンバ、イグナツ・ヴォヤチェクに作曲を師事した。
1870年ごろに帝室礼拝堂のために作曲を始め、その後まもなく2つの歌劇を手懸けた。第1作は、《故郷の娘（Neprigozhaya）》や《ボヤールの娘（Doch' boyarina）》と呼ばれた1幕もので、1873年に初演されている。第2作の《自由の夜明け（Zarya svobodï）》は4幕の野心作で、皇帝アレクサンドル2世に献呈されたが、農民の蜂起の場面が描かれているとの理由で検閲に引っ掛かり、上演を拒否された。さらに喜歌劇《 Solomonida Saburova 》を作曲したが、草稿のままで発表しなかった。その後は単身ヨーロッパで演奏旅行に取り掛かり、1882年にヴェネツィアに定住した。
1881年には、四分音を用いたクラリネット・ソナタ《古代ギリシャ風》を作曲する。この作品は、古代ギリシャの音楽やビザンツ典礼、スラヴ民謡についての自身の研究に触発されている。1882年にはイタリアや南チロルで土着の民謡を蒐集し、5/4拍子のワルツの唄などを採譜した。
1909年にフランツィスカ・フォン・ローエに招かれてライン地方のノイヴィートに移住し、詩人カルメン・シルヴァを中心とした、自由主義を志向する芸術家のサークルに加わった。アダイェフスカヤの音楽活動は、最終的には民謡研究が中心となり、その分野でかなりの量の出版物を産み出す結果となった。
1926年にボンに客死し、ボン旧霊園に埋葬された。

## その他の作品
次のような作品のほかに、ピアノ曲も遺した。
- カンタータ《樅の木》Yolka, cantata （1870年ごろ）
- 演奏会用序曲《婚礼の合唱》Svabednï khor, overture （1870年ごろ）

## 註
1. ↑  A. Eaglefield-Hull, A Dictionary of Modern Music and Musicians (Dent, London 1924), 6.